# Рябовіл Микола Степанович
Мико́ла Степа́нович Рябові́л  (17 грудня 1883, станиця Дінська, Кубанська область, Російська імперія — † 27 червня (14 червня) 1919, Ростов-на-Дону, Всевелике Військо Донське) — український політичний діяч на Кубані часів Української революції; голова Кубанської Законодавчої Ради; голова Кубанської Військової Ради.

## Ранні роки
Родом зі станиці Дінської на Кубані. Дід Миколи Рябовола тривалий час був отаманом станиці, а батько понад 35 років працював станичним писарем.
Скінчивши однокласну школу, Микола вступив до Катеринодарської військової реальної школи. По закінченні рік провчителював у рідній станиці. Організував у ній перші народні спектаклі.
Вже в ті роки Микола потрапив під вплив визначного громадсько-політичного діяча Степана Ерастова, ініціатора створення на Кубані українських громадських, кооперативних, просвітницьких і економічних товариств. Саме під впливом його та українського поета Миколи Вороного, який переїхав на Кубань, Микола став свідомим українцем. З 1902 він близько зійшовся з полтавськими семінаристами Симоном Петлюрою, Прокопом Понятенком та іншими, які розгорнули на Кубані широку антиурядову працю.

## Громадська кар'єра
У 1905⁣—1907 навчався у Київському політехнічному інституті, але через участь у студентських виступах припинив навчання на третьому курсі. Це не завадило йому зробити швидку кар'єру.
Оскільки батько в 1907 заснував кредитний кооператив, то Микола мусив стати йому до помочі.
1909 року молодого Рябовола обрали до організаційного комітету із будівництва Кубансько-Чорноморської залізниці. 1912 року статут залізниці було затверджено, і Рябовіл був обраний одним з її директорів.
Восени 1912 разом з іншим директором залізниці, полковником Орєховим, відвідав Лондон задля організації облігаційної позички. Завдання виконали блискуче. Згідно з канонами англійського бізнесу, їм за працю нарахували як комісійну винагороду 160 тисяч карбованців — величезну на той час суму. Обидва відмовилися від гонорару і передали гроші залізниці.
1912 року організував Кубанський союз установ дрібного кредиту, який невдовзі став потужною організацією; був обраний головою ради Союзу. Водночас очолював Кубанський кооперативний союз.

## Голова Кубанської Ради
1915 року його мобілізували в російську армію та скерували навчатися до військово-інженерного училища, яке він успішно закінчив, отримавши звання прапорщика. Службу продовжив у саперній частині у Фінляндії, де зустрів Лютневу революцію. В армії також був популярною особою, його обрали до «ради солдатських і офіцерських депутатів».
Повернувшись додому, брав активну участь у політичному (у Військовій Раді) та громадсько-політичному житті (в Обласному Продовольчому Комітеті). Його обрали головою Військової Ради.
Під проводом Рябовола у вересні 1917 Військова рада, перейменувавши себе на Кубанську крайову раду, проголосила Кубань республікою під назвою «Кубанський Край». На цій сесії була прийнята також перша кубанська конституція («Тимчасові положення про найвищі органи влади в Кубанському краю»). Згідно з нею, вищим законодавчим органом ставала Законодавча рада, а виконавчою владою — Кубанський крайовий уряд і військовий отаман, що мав президентські повноваження та право вето на ухвалені закони. Головою Кубанської Законодавчої Ради обрали Рябовола.
Провадив політику єдності кубанських земель, цілковитої незалежності Кубані у найтісніших стосунках з Україною. Був прихильником ідеї соборності України та союзу українських земель, одним із найпопулярніших козацьких політичних діячів на Кубані періоду національно-визвольних змагань 1917—1921. В ідеї кубанської незалежності та злуки Кубані з Україною було два зовнішніх противники: більшовики, які стояли за всесвітню соціалістичну революцію та вважали Кубань частиною РРФСР, та сили, які обстоювали відтворення Російської імперії (зокрема, Добровольча армія на чолі з генералом Антоном Денікіним). Крім того, на Кубані точилася внутрішня боротьба — значний вплив мала ідея окремішності козацької нації та державного самовизначення всіх козацьких земель, не позначена стійким українським забарвленням. Рябовіл активно підтримував останню ідею, коли українсько-кубанські зв'язки були неможливі, бо вона мала загальнодемократичні риси розвитку та на відміну від промонархічних ідей Денікіна.
У перші періоди діяльності в Раді Микола Рябовіл мав тісні стосунки з кубанськими українофілами Кіндратом Бардіжем, Федором Щербиною, Лукою Бичем та Степаном Манжулою.
У травні 1918 очолив делегацію Законодавчої ради до Києва для переговорів із гетьманом Павлом Скоропадським про налагодження міждержавних відносин і взаємодії в боротьбі з більшовиками. Делегація в Києві була прийнята доброзичливо. Дехто з представників українського уряду говорив про автономію Кубані у складі України, інші бачили її у федерації з Україною. Кубанці наполягали на федеративному зв'язку. Особливих розходжень не було.
Із визволенням Кубані від більшовиків Денікін прагнув установити там свою диктатуру. Не зумівши домовитися з Радою та урядом про потрібні йому зміни до кубанської Конституції, він вирішив стати диктатором через скликання Надзвичайної кубанської ради, на якій планував домогтися обрання на посаду голови Ради свого ставленика. Тому козаки російського походження та «добровольці» вели агітацію проти Рябовола, якого Денікін вважав небезпечним ворогом Росії.
Рада на чолі з Рябоволом обстоювала суверенні права своєї республіки. 4 грудня 1918 на надзвичайній сесії Крайової ради було прийнято нову Конституцію, якою назву Кубанська Народна Республіка змінено на «Кубанський Край».

### Вбивство Лукина
Боротьба за самостійність Кубані не завжди велася легальними методами.
1 жовтня 1919 в Катеринодарі був убитий голова Кубанського військово-окружного суду Лукин, ветеран і прихильник Добровольчої армії. Вбивство відбулося через день після повернення Лукина з Ростова, куди він приїжджав з доповіддю з питання про зростання українсько-сепаратистського руху на Кубані й про прибуття в Катеринодар таємної делегації від Петлюри. Вбивць кубанські слідчі органи не виявили.

## Вбивство Миколи Рябовола

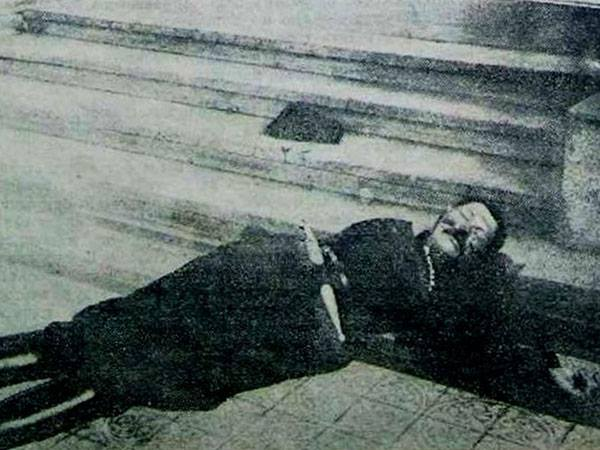
Голова Кубанської ради Микола Рябовіл, вбитий білогвардійським агентом під час федералістської конференції у 1919 році

У червні 1919 голова Кубанської Законодавчої Ради Микола Рябовіл очолив кубанську делегацію на конференцію в Ростові над Доном зі створення Південноросійського Союзу (Дон, Кубань, Терек і Добровольча армія).
13 червня 1919 року на конференції Рябовіл казав про необхідність об'єднання на демократичних засадах державних утворень України, Кубані, Дону, Терека, Грузії для боротьби з більшовиками. Він різко критикував ідеологію та політику Добровольчої армії.
Того ж дня (13.06.1919) його вбили агенти Добровольчої армії.
Генерал Віктор Леонідович Покровський так описує це вбивство:

Біля готелю «Палас-Отель», де жив Рябовіл, стояв автомобіль із заведеним мотором. В приміщенні готелю, під номером М. С. Рябовола, у напівтемряві товклися три постаті у військовому одязі, на очі були насунуті кашкети та піднято коміри. Коли Микола Рябовіл увійшов до готелю, то пролунав смертельний постріл — троє військових, зробивши злочинну справу, вибігли на вулицю, заскочили до автомобіля з завчасно погашеними фарами та зникли. На лаву підсудних у справі вбивства Рябовола було посаджено аґента контррозвідки Коврижкіна з загону особливого призначення ротмістра Баранова, а офіцери-вбивці зникли і не були розшукані.

Вбивство Рябовола мало великий політичний резонанс, різні політичні організації та партії виступили з протестом, Кубань охопила жалоба, а кубанські козаки посилили дезертирство з денікінської армії. Це був початок розкладу цієї армії та її подальшої поразки від більшовиків.

## Пам'ять про Миколу Рябовола
Хоч на Кубані за радянської влади прізвище Рябовола фактично було заборонене, але кубанські козаки зберегли в народній пам'яті пісню про нього:
На смерть Миколи Рябовола
(записано від Дмитра Петренка)
Плач, Кубане, краю рідний.
Лежить мертвий син твій бідний.
Нема слів, щоб все сказати,
Наша люба, рідна мати.
За що доля та карає
Так тебе, наш любий краю?
Нащо ворог наш запеклий
З того раю робить пекло,
Що не можна проживати?
Щодня кат грозить вбивати.
Нащо ж, любий ти наш краю,
Нас доводиш до відчаю?
Хіба ж ти, Кубане мила,
Таке горе заслужила?
Ще й в таку страшну годину
Як боронили Україну?
Пішла туга долинами,
Течуть сльози все річками
Край все плаче та ридає,
Що Миколи вже немає.
Спи ж, ти, любий наш Миколо,
Не забудем ввік ніколи,
Що зробив ти для народу,
Що помер ти за свободу.
Над твоєю тут труною
Клянемось ми над тобою:
Всі свій рідний край кохати,
Будем з тебе приклад брати
Як ту волю боронити,
Для тієї волі жити,
Як ту волю здобувати,
Як за волю ту вмирати.
Хай земля вже пером буде —
Не забудуть тебе люди,
Будуть тебе пам'ятати
На Кубані в кожній хаті.
Спи ж ти, брате, любий друже,
Увесь край сумує дуже,
Густі сльози проливає
Та й до гроба припадає.
1990 року на святкуванні 500-річчя утворення Запорізької Січі делегація кубанських козаків привезла портрет Рябовола з написом «Микола Рябовіл — національний герой України».
З 2017 року в Києві існує вулиця Миколи Рябовола.